# Thierry Michels
 (août 2022).
Pour les articles homonymes, voir Michels.
Ne doit pas être confondu avec Thierry Michel.
Thierry Michels, né le 27 août 1960 à Strasbourg (Bas-Rhin), est un homme politique français. Il est député LREM de la première circonscription du Bas-Rhin de 2017 à 2022.

## Biographie
Né en 1960 à Strasbourg, Thierry Michels y grandit, étudie au lycée Kléber, puis intègre l'ESCP Europe,.
Il est cadre de la société Eli Lilly (Fegersheim, industrie pharmaceutique) depuis 1990,.

## Parcours politique
Il s'engage au sein du parti En marche (devenu La République en marche) en 2016 afin de soutenir la candidature d'Emmanuel Macron à l'élection présidentielle française de 2017. Il était à ce titre responsable de la mobilisation terrain pour le département du Bas-Rhin.
Il annonce le 26 janvier 2022 ne pas être candidat pour un second mandat.

### Député du Bas-Rhin
Le 18 juin 2017, il est élu député de la première circonscription du Bas-Rhin avec 59,95 % des voix, face au député sortant Éric Elkouby (PS),. À l'Assemblée nationale, il siège dans la commission des Affaires sociales et dans la commission des Affaires européennes.
En avril 2018, il prend position en faveur d’une dissolution du Bastion social, émanation du GUD. En octobre 2018, il figure parmi les premiers signataires, avec Thomas Rudigoz, Anne-Laurence Petel et Patrick Mignola, d'une lettre au Premier ministre Édouard Philippe afin de demander une action concrète contre cette association.
Thierry Michels soutient par ailleurs à Strasbourg la Cité éducative de Hautepierre, qui après la Cité éducative de Meinau/Neuhof/Elsa voit le jour à la rentrée 2021 / 2022. Piloté par le Collège Erasme, le QPPV de Hautepierre fête ses 50 ans en 2021,,.
Sur le sujet des spécificités alsaciennes, Thierry Michels prend position à l'occasion de son mandat pour le maintien des dérogations, en particulier à l’occasion en 2021 de la loi confortant le respect des principes de la République (dite loi contre le séparatisme) : il se réfère à l’efficacité et la nécessité des particularismes pour le contrat social local, notamment dans le domaine du dialogue interreligieux,,.

### Affaires sociales
À l'été 2017 Thierry Michels intervient sur la réformes du code du travail. Ainsi il soutient notamment la réforme des institutions représentatives du personnel.
Il est également nommé en 2018 « ambassadeur pour la réforme des retraites » au titre du groupe La République en marche (Assemblée nationale), afin de contribuer à la réforme voulue par Emmanuel Macron et Agnès Buzyn, sous le patronage de Jean-Paul Delevoye, haut-commissaire à la réforme des retraites.
Thierry Michels soutient le refinancement des Hôpitaux universitaires de Strasbourg, notamment en mobilisant les moyens dégagés par le Ségur de la Santé, à l'occasion en particulier d'un "contrat d'avenir" conclu au printemps 2022.

#### Formation professionnelle et apprentissage
Il participe au projet de loi du 5 septembre 2018 « pour la liberté de choisir son avenir professionnel », Thierry Michels est nommé rapporteur pour avis en mai 2018, au nom de la commission des Affaires européennes pour évaluer les impacts du projet de loi quant aux aspects européens. Il pointe dans son rapport d’information l’importance de promouvoir la mobilité européenne des apprentis et des jeunes en formation professionnelle.
En juin 2021, la Commission des Affaires sociales crée une mission d’évaluation de cette loi. L’évaluation à laquelle il participe vise à faire l’état des lieux de la mise en œuvre de la loi et d’étudier les pistes d’amélioration, après trois ans d’application ; elle aboutit en janvier 2022,.

#### Politique en faveur du handicap et de la santé au travail
Sur le thème du handicap et de la société inclusive, Thierry Michels est investi avec Carine Radian, cadre du secteur privé, à la suite de la Conférence nationale du handicap 2018-2019 par le Premier ministre Édouard Philippe d'une mission temporaire afin de traiter la participation des personnes handicapées à la décision publique et au Conseil national consultatif des personnes handicapées (CNPCH). Les travaux de concertation et d'activation des acteurs du handicap aboutissent à un rapport remis à la secrétaire d’État Sophie Cluzel à l'été 2019. Le CNPCH est réformé par un décret du 5 février 2020 dans la suite des préconisations du rapport.
Toujours en lien avec sa Commission des affaires sociales et la thématique du handicap, il demeure actif pour soutenir une réforme de la santé au travail attendue et appelée de leurs vœux par les partenaires sociaux et les parlementaires. A l’occasion de la proposition de loi, il soutient et obtient l’adoption de plusieurs mesures pour renforcer le rôle des acteurs en entreprise, dont les référents handicap, les interventions pour mieux détecter les situations de handicap et améliorer l’accompagnement sanitaire des personnes en situation de handicap.
À l’occasion de la pandémie de Covid-19, Thierry Michels propose d’étendre l'obligation vaccinale au personnel des entreprises Il fait l’objet de menaces de mort en août 2022.

### Rapporteur «Industrie» au sein du Comité d’évaluation et de contrôle (CEC)
Membre du Comité d’évaluation et de contrôle (CEC) des politiques publiques, Thierry Michels y est missionné en septembre 2020 avec le député Les Républicains Olivier Marleix pour mener une mission d’information relative à l’évaluation de la politique industrielle de l’Etat, en lien avec les recherches assurées par France Stratégie.
Le 21 janvier 2021, il fait donc adopter par les membres du CEC un rapport d’information sur la Politique industrielle de l’Etat : “Construire l'avenir de la politique industrielle : organiser, renforcer, protéger“ dans lequel 27 propositions sont formulées en vue de créer un contexte général plus propice au tissu industriel dans toute sa diversité,.

### Avec l’Assemblée parlementaire franco-allemande
Sur le renforcement des relations franco-allemandes, Thierry Michels participe avec ses homologues d’outre-Rhin aux sessions de l'Assemblée parlementaire franco-allemande (APFA), institution binationale entre la France et l'Allemagne mise en place par le l'Accord parlementaire franco-allemand du 25 mars 2019.

### En Commission des affaires européennes
« Européiste convaincu », Thierry Michels intègre la Commission des affaires européennes de l’Assemblée nationale.
Il y est successivement nommé rapporteur sur 3 thématiques :
- En janvier 2018, il fait adopter en commission des affaires européennes un Rapport sur la transition énergétique au sein de l’Union européenne visant à relever le niveau des ambitions européennes pour atteindre la neutralité carbone en 2050[41].
- À l’issue de la réunion du 21 novembre 2018 de la commission des affaires européennes, il est nommé avec le député Les Républicains Éric Straumann co-rapporteur d'un Rapport d’information sur l’action des autorités françaises sur l’attractivité du siège de Strasbourg, siège européen[42],[43].
- Le 7 juillet 2021, il présente les conclusions du rapport d'information qu’il a mené avec la députée du groupe socialiste Marietta Karamanli relatif à la coordination par l’Union européenne des mesures nationales de gestion de la crise sanitaire. L’objectif poursuivi par le rapport d’information est de tirer les leçons de la crise sanitaire et promouvoir le renforcement d’une Europe de la santé résiliente et solidaire[44],[45].

#### Engagements pour l’Europe et la transition écologique et énergétique
Thierry Michels investit dès 2017 le terrain strasbourgeois avec les thématiques particulières de l’Europe et l’environnement.

##### Europe à Strasbourg
En 2018, il répond à la proposition émise par le Président de la République Emmanuel Macron dans son discours de la Sorbonne du 26 septembre 2017 par l’organisation sur le territoire strasbourgeois de cinq Consultations citoyennes sur l'Europe pour donner la parole aux citoyens sur l’Europe de demain.
Après la présentation de son rapport précité d’information sur l’action des autorités françaises sur l’attractivité du siège de Strasbourg, siège européen, Thierry Michels se mobilise en faveur du renforcement du statut de Strasbourg comme capitale de démocratie européenne au sein la Task Force rassemblant des réseaux engagés dans la défense du siège du Parlement européen à Strasbourg.
Le 6 octobre 2020, accompagné de dix parlementaires alsaciens de la majorité présidentielle, il publie une tribune réclamant des investissements structurants pour valoriser le siège du Parlement européen, notamment dans les domaines des liaisons ferroviaires et aéroportuaires ou de l'hébergement. Il y critique la décision de David Sassoli, Président du Parlement européen, de ne pas utiliser le bâtiment Osmose mis à disposition par les autorités françaises pour favoriser le renforcement des activités parlementaires en son siège historique de Strasbourg.

##### Transition écologique et énergétique
En 2021, il candidate et est nommé au sein de la Commission spéciale crée pour examiner le projet de loi portant lutte contre le dérèglement climatique, dans la suite de la Convention citoyenne pour le climat. Il y porte 16 amendements. Il est favorable au dispositif des zones à faibles émissions métropolitaines[source secondaire nécessaire].